# Endocronartium sahoanum
Endocronartium sahoanum är en svampart som beskrevs av Imazu & Kakish. 1989. Endocronartium sahoanum ingår i släktet Endocronartium och familjen Cronartiaceae.   Inga underarter finns listade i Catalogue of Life.